# Molle Holmberg
Johan-Olof "Molle" Holmberg, född 7 december 1977 i Katarina församling i Stockholm, är en svensk dokusåpadeltagare och konstnär. Han är mest känd för att ha medverkat i TV3:s dokusåpor Baren (2000), samt Club Goa (2005). Den sistnämnda vann han.
Holmberg hade efter sin medverkan i Baren en kort musikkarriär. 2001 släppte han singeln Jobba, Jobba, Jobba! (Arbetsförmedlingen) och året därpå var han med i Melodifestivalen, där han tillsammans med Ann-Louise Hanson sjöng bidraget Sluta!.
År 2008 gav han ut självbiografin Dokusåpa Ungdomskultur.

## Diskografi
- 2001 - Jobba, Jobba, Jobba! (Arbetsförmedlingen)
- 2002 - Sluta! (med Ann-Louise Hanson)